# The Bartons Arms
The Bartons Arms è un pub di Aston a Birmingham, Inghilterra ubicato sulla High Street (che è parte della A34) nella Newtown della città.
Fu costruito nel 1901 dallo studio di architettura James e Lister Lea noto per la progettazione di pub per Mitchells & Butlers; è un Monumento classificato di secondo grado, famoso per le piastrelle da parete Mintons-Hollins e suoi schermi snob 
che consentono ai clienti della classe media di vedere la classe operaia nel bar accanto, ma non viceversa. Venne acquistato nel 2002 dalla Oakham Ales che restaurò l'edificio riportandolo al suo antico splendore. Il 28 luglio 2006 il pub è stato danneggiato da un incendio, che secondo quanto riferito, è stato causato da un guasto elettrico.
Nel corso del Disordini in Inghilterra del 2011 il pub venne saccheggiato, le finestre furono rotte e vi furono dei principi di incendio, che vennero prontamente spenti da parte del gestore, Wichai Thumjaron. Sono stati sparati otto colpi contro la polizia che ha assistito all'incidente.
Il pub è comparso nel film del 1999 di Atom Egoyan ambientato a Birmingham Il viaggio di Felicia. È comparso anche nel romanzo del 2006 di Ron Dawson, The Last Viking: The Untold Story of the World's Greatest Heist nel punto in cui la banda di ladri si riunisce al pub. Stanlio e Ollio vi soggiornarono una volta, dopo essere comparsi presso l'adiacente Ippodromo di Aston (ora demolito e rimpiazzato dal Centro d'arte The Drum), e sono stati fotografati servendo birra da dietro il bar. Nel pub da agosto 2012 vengono adoperati i codici QRpedia per far conoscere ai clienti la storia del locale dalla sua fondazione.